# A través de Flandes 2024
La 78.ª edición de la clásica ciclista A Través de Flandes (nombre oficial en neerlandés: Dwars door Vlaanderen) fue una carrera en Bélgica que se celebró el 27 de marzo de 2024 con inicio en la ciudad de Roeselare y final en la ciudad de Waregem sobre un recorrido de 188,6 kilómetros.
La carrera formó parte del UCI WorldTour 2024, el calendario ciclista de máximo nivel mundial profesional, siendo la decimotercera carrera de dicho circuito. El vencedor fue el estadounidense Matteo Jorgenson del Visma | Lease a Bike y estuvo acompañado en el podio por el noruego Jonas Abrahamsen del Uno-X Mobility y el suizo Stefan Küng del Groupama-FDJ, segundo y tercer clasificado respectivamente.

## Equipos participantes
Tomaron parte en la carrera 25 equipos: 18 de categoría UCI WorldTeam y 7 de categoría UCI ProTeam. Formaron así un pelotón de 175 ciclistas de los que acabaron 135. Los equipos participantes fueron:
| WorldTeams (18)- Alpecin-Deceuninck - Arkéa-B&B Hotels - Astana Qazaqstan Team - Bahrain Victorious - Bora-Hansgrohe - Cofidis - Decathlon-AG2R La Mondiale - EF Education-EasyPost - Groupama-FDJ - Ineos Grenadiers - Intermarché-Wanty - Lidl-Trek - Movistar Team - Soudal Quick-Step - Team dsm-firmenich PostNL - Team Jayco AlUla - Team Visma \| Lease a Bike - UAE Team Emirates ProTeams (7)- Bingoal WB - Israel-Premier Tech - Lotto Dstny - Q36.5 Pro Cycling Team - Team Flanders-Baloise - TotalEnergies - Uno-X Mobility |
| |

## Clasificación final
- La clasificación finalizó de la siguiente forma:[2]

| \| Clasificación general \| Clasificación general \| Clasificación general \| Clasificación general \| Clasificación general \| \| Ciclista \| Ciclista \| Equipo \| Tiempo \| \| \| --------------------- \| --------------------- \| -------------------------- \| --------------------- \| --------------------- \| \| 1.º \| Matteo Jorgenson \| Team Visma \\| Lease a Bike \| 4 h 07 min 44 s \| \| \| 2.º \| Jonas Abrahamsen \| Uno-X Mobility \| + 29 s \| \| \| 3.º \| Stefan Küng \| Groupama-FDJ \| + 29 s \| \| \| 4.º \| Tiesj Benoot \| Team Visma \\| Lease a Bike \| + 29 s \| \| \| 5.º \| Dries De Bondt \| Decathlon-AG2R La Mondiale \| + 29 s \| \| \| 6.º \| Joshua Tarling \| Ineos Grenadiers \| + 44 s \| \| \| 7.º \| Jonathan Milan \| Lidl-Trek \| + 1 min 47 s \| \| \| 8.º \| Michael Valgren \| EF Education-EasyPost \| + 1 min 47 s \| \| \| 9.º \| Mathias Norsgaard \| Movistar Team \| + 1 min 47 s \| \| \| 10.º \| Thomas Gachignard \| TotalEnergies \| + 1 min 47 s \| \| \| 11.º \| Pierre Gautherat \| Decathlon-AG2R La Mondiale \| + 2 min 07 s \| \| \| 12.º \| Nils Politt \| UAE Team Emirates \| + 2 min 07 s \| \| \| 13.º \| Valentin Madouas \| Groupama-FDJ \| + 2 min 07 s \| \| \| 14.º \| Danny van Poppel \| Bora-Hansgrohe \| + 2 min 07 s \| \| \| 15.º \| Jasper Philipsen \| Alpecin-Deceuninck \| + 2 min 07 s \| \| \| 16.º \| Ben Turner \| Ineos Grenadiers \| + 2 min 07 s \| \| \| 17.º \| Michael Matthews \| Team Jayco AlUla \| + 2 min 07 s \| \| \| 18.º \| Luca Mozzato \| Arkéa-B&B Hotels \| + 2 min 07 s \| \| \| 19.º \| Mike Teunissen \| Intermarché-Wanty \| + 2 min 07 s \| \| \| 20.º \| John Degenkolb \| Team dsm-firmenich PostNL \| + 2 min 07 s \| \| |                   |                            |                 |
| |                   |                            |                 |
| Fuente: ProCyclingStats |                   |                            |                 |
| Clasificación general |                   |                            |                 |
| Ciclista | Ciclista          | Equipo                     | Tiempo          |
| 1.º | Matteo Jorgenson  | Team Visma \| Lease a Bike | 4 h 07 min 44 s |
| 2.º | Jonas Abrahamsen  | Uno-X Mobility             | + 29 s          |
| 3.º | Stefan Küng       | Groupama-FDJ               | + 29 s          |
| 4.º | Tiesj Benoot      | Team Visma \| Lease a Bike | + 29 s          |
| 5.º | Dries De Bondt    | Decathlon-AG2R La Mondiale | + 29 s          |
| 6.º | Joshua Tarling    | Ineos Grenadiers           | + 44 s          |
| 7.º | Jonathan Milan    | Lidl-Trek                  | + 1 min 47 s    |
| 8.º | Michael Valgren   | EF Education-EasyPost      | + 1 min 47 s    |
| 9.º | Mathias Norsgaard | Movistar Team              | + 1 min 47 s    |
| 10.º | Thomas Gachignard | TotalEnergies              | + 1 min 47 s    |
| 11.º | Pierre Gautherat  | Decathlon-AG2R La Mondiale | + 2 min 07 s    |
| 12.º | Nils Politt       | UAE Team Emirates          | + 2 min 07 s    |
| 13.º | Valentin Madouas  | Groupama-FDJ               | + 2 min 07 s    |
| 14.º | Danny van Poppel  | Bora-Hansgrohe             | + 2 min 07 s    |
| 15.º | Jasper Philipsen  | Alpecin-Deceuninck         | + 2 min 07 s    |
| 16.º | Ben Turner        | Ineos Grenadiers           | + 2 min 07 s    |
| 17.º | Michael Matthews  | Team Jayco AlUla           | + 2 min 07 s    |
| 18.º | Luca Mozzato      | Arkéa-B&B Hotels           | + 2 min 07 s    |
| 19.º | Mike Teunissen    | Intermarché-Wanty          | + 2 min 07 s    |
| 20.º | John Degenkolb    | Team dsm-firmenich PostNL  | + 2 min 07 s    |

## Ciclistas participantes y posiciones finales
Convenciones:
- AB: Abandono
- FLT: Retiro por llegada fuera del límite de tiempo
- NTS: No tomó la salida
- DES: Descalificado o expulsado

## UCI World Ranking
La A través de Flandes otorgó puntos para el UCI World Ranking para corredores de los equipos en las categorías UCI WorldTeam, UCI ProTeam y Continental. Las siguientes tablas son el baremo de puntuación y los diez corredores que obtuvieron más puntos:
| Posición   | 1.º | 2.º | 3.º | 4.º | 5.º | 6.º | 7.º | 8.º | 9.º | 10.º | 11.º | 12.º | 13.º | 14.º | 15.º-20.º | 21.º-30.º | 31.º-50.º | 51.º-55.º | 56.º-60.º |
| Puntuación | 300 | 250 | 215 | 175 | 120 | 115 | 95  | 75  | 60  | 50   | 40   | 35   | 30   | 25   | 20        | 12        | 5         | 2         | 1         |

| Clasificación |                   |                            |        |
| Posición      | Ciclista          | Equipo                     | Puntos |
| ------------- | ----------------- | -------------------------- | ------ |
| 1.º           | Matteo Jorgenson  | Visma \| Lease a Bike      | 300    |
| 2.º           | Jonas Abrahamsen  | Uno-X Mobility             | 250    |
| 3.º           | Stefan Küng       | Groupama-FDJ               | 215    |
| 4.º           | Tiesj Benoot      | Visma \| Lease a Bike      | 175    |
| 5.º           | Dries De Bondt    | Decathlon AG2R La Mondiale | 120    |
| 6.º           | Joshua Tarling    | INEOS Grenadiers           | 115    |
| 7.º           | Jonathan Milan    | Lidl-Trek                  | 95     |
| 8.º           | Michael Valgren   | EF Education-EasyPost      | 75     |
| 9.º           | Mathias Norsgaard | Movistar                   | 60     |
| 10.º          | Thomas Gachignard | TotalEnergies              | 50     |